# Marie von Châtillon-Blois

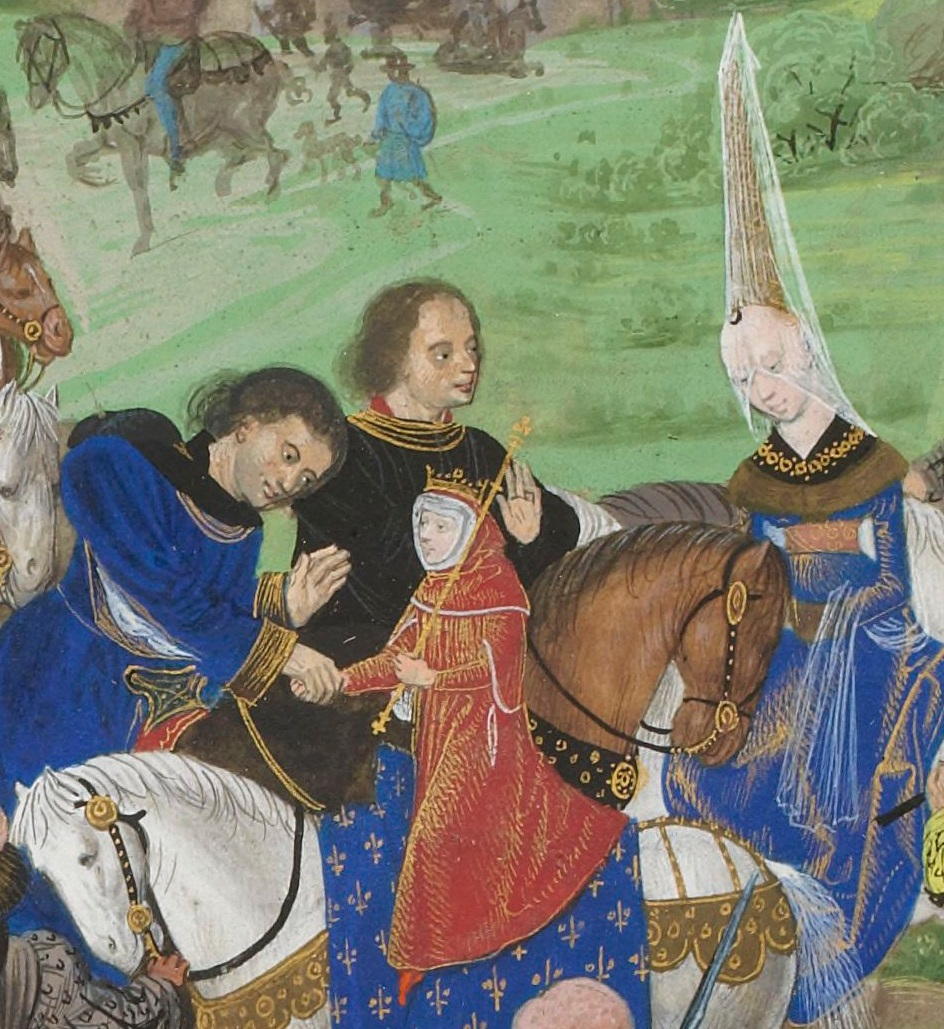
Ankunft von Marie und ihrem Sohn Ludwig II. in Paris, Ausschnitt aus einer Miniatur der Chroniques von Jean Froissart

Marie von Châtillon-Blois (* 1343 oder 1345?; † 12. November 1404) war Herrin von Guise und durch Ehe Herzogin von Anjou und Gräfin von Provence.

## Leben
Sie war jüngere Tochter von Herzog Karl von Bretagne-Penthievre (Haus Châtillon-Blois) und der Johanna von Dreux, Enkelin des Herzogs Arthur II. von Bretagne (Haus Frankreich-Dreux).
Marie heiratete 1360 Herzog Ludwig I. von Anjou, Graf von Provence (Haus Valois-Anjou). Von ihrem Vater erhielt sie die Herrschaft Guise als Mitgift. Mit Ludwig I. hatte sie folgende Kinder:
1. Marie (* 1370; † nach 1383)
2. Ludwig II. von Anjou (* 1377; † 1417)
3. Karl (* 1380; † 1404 in Angers), Fürst von Tarent, Graf von Roucy, Étampes und Gien

Für Ludwig II. von Anjou führte sie nach dem Tod ihres Gatten 1384 die Vormundschaft. Sie kämpfte ein Leben lang für die Rechte ihres Sohnes, wie schon ihre Eltern um das Herzogtum Bretagne gekämpft hatten. Sie begleitete ihren Sohn nach Avignon, wo dieser zum König von Neapel und Sizilien (und Titular-König von Jerusalem) gekrönt wurde.